# La Marée

La Marée est un récit érotique d'André Pieyre de Mandiargues paru dans le recueil Mascarets (NRF Gallimard coll. Le Chemin, 1971).
Le réalisateur Walerian Borowczyk en a tiré une adaptation cinématographique en 1974 dans son film Contes immoraux, avec Fabrice Luchini dans le rôle principal.